# Piper perenense
Piper perenense är en pepparväxtart som beskrevs av William Trelease. Piper perenense ingår i släktet Piper och familjen pepparväxter. Utöver nominatformen finns också underarten P. p. cupulifolium.